# Evgenıı Tarasov
Evgenïý Aleksandrovïç Tarasov (in kazako Евгений Александрович Тарасов?, in russo Евгений Александрович Тарасов?, Evgenij Aleksandrovič Tarasov; Karaganda, 25 marzo 1979) è un ex calciatore kazako, di ruolo attaccante.